# Norma Stitz
Annie Hawkins-Turner, bedre kendt af scenenavnet Norma Stitz, er en amerikansk model. Hendes pseudonym er et ordspil på "enorme bryster" (enormous tits). Hun holder Guinness World Record for største naturlige bryster.
Ifølge Annie begyndte hendes bryster allerede at vokse, da hun var ni år gammel og hun måtte hurtigt købe en voksen bh. Nogle læger har sagt til hende, at det nok kunne være en god ide at gøre dem mindre og mere naturlige. Men det har Annie på ingen måder planer om at gøre, og hun er endda utroligt glad for sine bryster.